# Tingen for os
Tingen for os (ty. das Ding für uns) er et erkendelsesteoretisk begreb kendt fra filosoffen Immanuel Kant som bruges til at forklare distinktionen mellem tingen for os og tingen i sig selv (ty. das Ding an sich).
Tingen for os kan forklares som de genstande der sanses i den intelligible verden (fænomenverdenen). Det er verden som den fremtræder under vores anskuelsesformer og forstandskategorier, ifølge Immanuel Kant. Tingen i sig selv, derimod, betegner et grænsebegreb og angiver netop, at vi aldrig ville kunne erkende verden i sig selv, men kun verden som den fremkommer for os. Vi vil derfor altid kun opnå viden om fænomenerne, som de fremtræder for os gennem anskuelse og forstand, men ikke om tingene i sig selv.
Begrebet præsenteres i værket Kritik af den rene fornuft.